# Angelo Musco (compositore)
Angelo Musco, noto al pubblico come Angelo Musco junior (Catania, 18 ottobre 1925 – Palermo, 1º gennaio 1969), è stato un musicista, compositore e organizzatore teatrale italiano.

## Biografia
Figlio dell'attore catanese Angelo Musco - del quale porta lo stesso nome - e di Desdemona Balistrieri, anch'ella attrice. Dopo la morte del padre, nel 1937, si stabilì a Messina con la madre, la quale aveva ereditato il Grand Hotel, che il marito acquistò nel 1920. Dopo aver conseguito la laurea in giurisprudenza all'Università di Palermo nel 1947 - città dove si era trasferito nel 1943 - studiò al Conservatorio Bellini di Catania, dove si diplomò in pianoforte, composizione e direzione d'orchestra. 
Divenuto critico musicale per il quotidiano palermitano L'Ora, nel 1952 fondò il Coro Polifonico di Palermo; nel 1954 fu nominato presidente dell'Istituto per lo Spettacolo Sacro dal cardinale Ernesto Ruffini, arcivescovo di Palermo. Nel 1959, Musco divenne titolare di una cattedra di esercitazioni orchestrali all'Istituto Corelli di Messina, nonché direttore artistico del Teatro Massimo di Catania, vicedirettore dell'Orchestra sinfonica siciliana; compose poi musiche per i teatri antichi di Tindari, Taormina, Siracusa. Lavorò con registi e attori quali Giorgio Strehler e Vittorio Gassman; musicò La lupa di Giovanni Verga; diresse balletti e musiche di scena per innumerevoli opere, da Le nuvole di Aristofane alle sue Sei danze per Demetra.
Nel 1967 avvenne la prima assoluta de Il gattopardo per il libretto di Luigi Squarzina con Jolanda Gardino, Ottavio Garaventa, Antonio Annaloro, Nicola Rossi-Lemeni ed Enrico Campi per la regia di Pier Luigi Pizzi al Teatro Massimo Vittorio Emanuele di Palermo.
Morì improvvisamente nel 1969 a causa di un malore.